# Arcticodactylus
Arcticodactylus is een geslacht van uitgestorven basale pterosauriërs dat tijdens het Laat-Trias leefde in het gebied van het huidige Groenland. De enige benoemde soort is Arcticodactylus cromptonellus.

## Vondst en naamgeving
In 1989 vond William Amaral op de McKnight Bjerg op het oosten van Groenland een rijke vindplaats van fossielen. Die werd in 1991 en 1992 uitgegraven. Deel van de vondsten was een klein skelet van een pterosauriër. In 2001 werd dit door Farish Jenkins, Neil Shubin, Stephen Gatesy en Kevin Padian benoemd als een soort van Eudimorphodon: Eudimorphodon cromptonellus. De soortaanduiding eert de zoöloog professor Alfred Walter Crompton. De uitgang ~ellus, die in het Latijn een verkleinwoord aangeeft, werd gekozen wegens de geringe omvang van het exemplaar.
Het holotype MGUH VP 3393 is gevonden in de Carlsberg Fjord-lagen van de Ørsted Dal-afzetting van de Fleming Fjord-formatie die dateert uit het Norien - Rhaetien. Het bestaat uit een gedeeltelijk skelet met schedel. Bewaard zijn gebleven: een versplinterde schedel, de onderkaken, wervels van de nek (vermoedelijk zes), rug (acht), heiligbeen (een) en staart (twee), ribben, een rechterschouderblad, een ravenbeksbeen, een mogelijk borstbeen, het grootste deel van de rechtervleugel, beide dijbeenderen, een onderbeen en minstens één voet. Het skelet werd gevonden bij de splitsing van een stuk steen zodat het nu verdeeld is over een plaat en tegenplaat. De skeletelementen liggen niet meer in verband maar zijn door water bijeen gespoeld op een kleine oppervlakte met een lengte van maar zeven centimeter. Het skelet is van een jong individu zoals blijkt uit de geringe vergroeiing van de schedel en het vastgegroeid zijn van de wervelbogen met de centra. Het is geprepareerd door William Amaral. Het fossiel maakt deel uit van de collectie van het Geologisch Museum van Kopenhagen.
Al snel ontstond er twijfel over de juistheid van de toewijzing aan Eudimorphodon die eigenlijk alleen gebaseerd was geweest op de geologische ouderdom en de tandvorm. Fabio Marco Dalla Vecchia wees er in 2014 op dat E. cromptonellus geen enkele unieke eigenschap met E. ranzii deelt maar er wel een aantal duidelijk van mist zoals de langere tanden in het midden van de kaken, pterygoïde tanden en gegroefd tandemail. Daarbij zijn de proporties geheel anders en is het aantal tanden veel kleiner.
In 2015 benoemde Alexander Kellner het aparte geslacht Arcticodactylus. De geslachtsnaam is afgeleid van de Arctica, het noordpoolgebied, en het Oudgriekse δάκτυλος, daktylos of daktulos, 'vinger', een gebruikelijk achtervoegsel in de namen van pterosauriërs sinds Pterodactylus. De Life Science Identifier is 72AE012A-018A-4B4B-
950F-3CCB4C1D2471. De typesoort is Eudimorphodon cromptonellus, de combinatio nova is Arcticodactylus cromptonellus.

## Beschrijving

### Grootte en onderscheidende kenmerken
Arcticodactylus is een van de kleinste gevonden pterosauriërs. Het holotype had een spanwijdte van maar vierentwintig centimeter. Daarbij moet echter bedacht worden dat het nog niet volgroeid was. Histologisch onderzoek toonde geen fibrolamellair bot aan zoals bij een snelgroeiend pasgeboren jong vrijwel zeker aanwezig zou zijn geweest. De botstructuur bestond uit parallelle vezels die matig geaderd waren. Misschien wees dit op een overgang naar een langzamer groei. Het individu was dus vermoedelijk halfwas.
In 2015 stelde Kellner een aantal onderscheidende kenmerken vast, de eerdere opsomming daarvan uit 2001 corrigerend en aanvullend. Het bovenkaaksbeen draagt elf of twaalf veelpuntige tanden. Het gewrichtsvlak van het vierde middenhandsbeen met de vleugelvinger heeft twee gewrichtsknobbels. Het dijbeen is maar iets korter dan het scheenbeen, met 96% van de lengte daarvan. Het schouderblad is veel, 93%, langer dan het ravenbeksbeen. Het opperarmbeen is maar iets korter dan het dijbeen, met 92% van de lengte daarvan, en tevens dan de ellepijp, 91%. Het dijbeen is iets langer dan het eerste kootje van de vleugelvinger, dat 91% van de lengte van het femur heeft. Het derde middenvoetsbeen is langgerekt met 56% van de lengte van het scheenbeen.
Deze proporties komen erop neer dat Arcticodactylus relatief korte vleugels bezat en relatief grote voeten.
Daarnaast onderscheidt Arcticodactylus zich van Eudimorphodon in het ontbreken van lange tanden in het midden van de kaken en van Eudimorphodon ranzii, Carniadactylus en Bergamodactylus door een driehoekige in plaats van rechthoekige deltopectorale kam op het opperarmbeen.

### Skelet
Van de schedel zijn de meeste elementen te zwaar beschadigd om veel informatie te bieden. Het aantal tanden in de maxilla is maar elf of twaalf minder dan bij enig andere bekende triadische pterosauriër. Ze hebben een breedte van 0,42 tot 1,08 millimeter. De voor Eudimorphodon typerende grotere tanden in de 13,5 millimeter lange maxilla ontbreken. Tussen de derde en vierde tand is een diasteem; in deze gaping bevindt zich ook geen tandkas. De tanden zijn glad en hebben één, drie, vier of vijf punten die meer uiteenstaan dan bij het typespecimen van E. ranzii; de hele ontwikkelingsreeks is in de maxilla aanwezig. Het aantal punten en de tandbreedte neemt naar achteren gemiddeld toe maar is variabel. Hetzelfde geldt voor de minstens elf tanden die in de onderkaak zijn aangetroffen. Grote praemaxillaire grijptanden voor in de snuit zijn niet bewaard gebleven — en het is dus onzeker of ze er wel waren.
De wervels hebben voor zover gemeten kan worden alle een lengte van tussen de 1,7 en 1,75 millimeter.
Kellner meende dat een element dat in 2001 voor het quadratum was aangezien, in feite het ravenbeksbeen betrof. Het schouderblad was bijna tweemaal zo lang als het ravenbeksbeen: 12,6 tegenover 6,5 millimeter.
Het scheenbeen heeft maar 104% van de lengte van het dijbeen, korter dan bij enige andere bekende pterosauriër. Ook de ellepijp is zeer kort. De middenhandsbeenderen zijn juist een kwart langer dan bij basale soorten gebruikelijk. Het opperarmbeen heeft een lengte van 18,2 millimeter en is korter dan het dijbeen, een kenmerk dat verder alleen bekend is van Preondactylus. Het opperarmbeen heeft een golvende schacht in zijaanzicht. De deltopectorale kam is niet vierkant of trapeziumvormig maar meer driehoekig. De onderarm is ongeveer twee centimeter lang. Het vierde middenhandsbeen is 8,4 millimeter lang. Het heeft aan het uiteinde niet het duidelijke rolgewricht dat typisch is voor pterosauriërs. Het gewricht heeft twee knobbels en zou zo een tussenvorm zijn tussen de simpele punt die de voorouderlijke toestand zou vertegenwoordigen en de latere scharnier van meer afgeleide pterosauriërs. Volgens Jenkins kon zo de vleugel bij de opgaande slag toch een op een gecontroleerde wijze de optimale draaiing maken waarbij het buitengedeelte van de vleugel wat ingeklapt werd. De bovenste knobbel — bij een gestrekte vleugel — heeft daarbij een grotere omtrek dan de onderste. Het eerste middenhandsbeen is vrij kort met 67% van de lengte van het vierde middenhandsbeen.
Het dijbeen is 19,7 millimeter lang; de kop ervan maakt een hoek van ongeveer 45° met de schacht. Het scheenbeen heeft een geschatte lengte van 20,5 millimeter en is niet met het kuitbeen vergroeid dat een geschatte lengte heeft van vijftien millimeter.

## Fylogenie
In 2001 werd E. cromptonellus in de Eudimorphodontidae geplaatst. Kellner gaf in 2015 aan dat de plaatsing onzeker was maar vermoedelijk basaal. Het gedeelde kenmerk van een kort ravenbeksbeen suggereerde volgens hem een nauwe verwantschap met Austriadraco binnen een Austriadraconidae.
Upchurch gaf in 2015 het volgende kladogram.
|  | Preondactylus buffarinii  |
|  |                           |
|  | Austriadactylus cristatus |
|  |                           |

|  | Raeticodactylus filisurensis |
|  |                              |
|  | Caviramus schesaplanensis    |
|  |                              |

|  | Arcticodactylus cromptonellus                                                      |
|  |                                                                                    |
|  | \| \| Carniadactylus rosenfeldi \| \| \| \| \| \| Eudimorphodon ranzii \| \| \| \| |
|  |                                                                                    |
|  | Carniadactylus rosenfeldi                                                          |
|  |                                                                                    |
|  | Eudimorphodon ranzii                                                               |
|  |                                                                                    |

|  | Carniadactylus rosenfeldi |
|  |                           |
|  | Eudimorphodon ranzii      |
|  |                           |

|  | Raeticodactylus filisurensis |
|  |                              |
|  | Caviramus schesaplanensis    |
|  |                              |

|  | Arcticodactylus cromptonellus                                                      |
|  |                                                                                    |
|  | \| \| Carniadactylus rosenfeldi \| \| \| \| \| \| Eudimorphodon ranzii \| \| \| \| |
|  |                                                                                    |
|  | Carniadactylus rosenfeldi                                                          |
|  |                                                                                    |
|  | Eudimorphodon ranzii                                                               |
|  |                                                                                    |

|  | Carniadactylus rosenfeldi |
|  |                           |
|  | Eudimorphodon ranzii      |
|  |                           |

|  | Raeticodactylus filisurensis |
|  |                              |
|  | Caviramus schesaplanensis    |
|  |                              |

|  | Arcticodactylus cromptonellus                                                      |
|  |                                                                                    |
|  | \| \| Carniadactylus rosenfeldi \| \| \| \| \| \| Eudimorphodon ranzii \| \| \| \| |
|  |                                                                                    |
|  | Carniadactylus rosenfeldi                                                          |
|  |                                                                                    |
|  | Eudimorphodon ranzii                                                               |
|  |                                                                                    |

|  | Carniadactylus rosenfeldi |
|  |                           |
|  | Eudimorphodon ranzii      |
|  |                           |

|  | Raeticodactylus filisurensis |
|  |                              |
|  | Caviramus schesaplanensis    |
|  |                              |

|  | Arcticodactylus cromptonellus                                                      |
|  |                                                                                    |
|  | \| \| Carniadactylus rosenfeldi \| \| \| \| \| \| Eudimorphodon ranzii \| \| \| \| |
|  |                                                                                    |
|  | Carniadactylus rosenfeldi                                                          |
|  |                                                                                    |
|  | Eudimorphodon ranzii                                                               |
|  |                                                                                    |

|  | Carniadactylus rosenfeldi |
|  |                           |
|  | Eudimorphodon ranzii      |
|  |                           |

|  | Preondactylus buffarinii  |
|  |                           |
|  | Austriadactylus cristatus |
|  |                           |

|  | Raeticodactylus filisurensis |
|  |                              |
|  | Caviramus schesaplanensis    |
|  |                              |

|  | Arcticodactylus cromptonellus                                                      |
|  |                                                                                    |
|  | \| \| Carniadactylus rosenfeldi \| \| \| \| \| \| Eudimorphodon ranzii \| \| \| \| |
|  |                                                                                    |
|  | Carniadactylus rosenfeldi                                                          |
|  |                                                                                    |
|  | Eudimorphodon ranzii                                                               |
|  |                                                                                    |

|  | Carniadactylus rosenfeldi |
|  |                           |
|  | Eudimorphodon ranzii      |
|  |                           |

|  | Raeticodactylus filisurensis |
|  |                              |
|  | Caviramus schesaplanensis    |
|  |                              |

|  | Arcticodactylus cromptonellus                                                      |
|  |                                                                                    |
|  | \| \| Carniadactylus rosenfeldi \| \| \| \| \| \| Eudimorphodon ranzii \| \| \| \| |
|  |                                                                                    |
|  | Carniadactylus rosenfeldi                                                          |
|  |                                                                                    |
|  | Eudimorphodon ranzii                                                               |
|  |                                                                                    |

|  | Carniadactylus rosenfeldi |
|  |                           |
|  | Eudimorphodon ranzii      |
|  |                           |

|  | Raeticodactylus filisurensis |
|  |                              |
|  | Caviramus schesaplanensis    |
|  |                              |

|  | Arcticodactylus cromptonellus                                                      |
|  |                                                                                    |
|  | \| \| Carniadactylus rosenfeldi \| \| \| \| \| \| Eudimorphodon ranzii \| \| \| \| |
|  |                                                                                    |
|  | Carniadactylus rosenfeldi                                                          |
|  |                                                                                    |
|  | Eudimorphodon ranzii                                                               |
|  |                                                                                    |

|  | Carniadactylus rosenfeldi |
|  |                           |
|  | Eudimorphodon ranzii      |
|  |                           |

|  | Raeticodactylus filisurensis |
|  |                              |
|  | Caviramus schesaplanensis    |
|  |                              |

|  | Arcticodactylus cromptonellus                                                      |
|  |                                                                                    |
|  | \| \| Carniadactylus rosenfeldi \| \| \| \| \| \| Eudimorphodon ranzii \| \| \| \| |
|  |                                                                                    |
|  | Carniadactylus rosenfeldi                                                          |
|  |                                                                                    |
|  | Eudimorphodon ranzii                                                               |
|  |                                                                                    |

|  | Carniadactylus rosenfeldi |
|  |                           |
|  | Eudimorphodon ranzii      |
|  |                           |